# Данкансон, Альберт
А́льберт Го́рдон Да́нкансон (англ. Albert Gordon Duncanson; 2 октября 1911, Виннипег — 24 марта 2000, Ковансвиль) — канадский хоккеист, чемпион зимних Олимпийских игр 1932 года (и по совместительству чемпион мира) в составе сборной Канады.

## Биография
Родители: Данкан Данкансон и Элси Бэк из Виннипега. Данкансон выступал за команду «Элмвуд Миллионерз», с которой выиграл Кубок Эббота и стал чемпионом Западной Канады, а также Мемориальный кубок, забросив победную шайбу. Он присоединился к сборной Канады на Олимпиаде в Лейк-Плэсиде, сыграв матч против Германии и отметившись заброшенной шайбой. На турнире Данкансон стал олимпийским чемпионом и чемпионом мира.
Игровую карьеру он завершил в 1937 году, поиграв в Ассоциации хоккея Онтарио, и занялся бизнесом в сфере нефтяной промышленности. Также Данкансон был известен благодаря рекламе жевательного табака марки Manitoba, который жевал во время игр. Это вскоре привело к тому, что в 1974 году на матчах канадских команд была запрещена реклама табачных продуктов. В 1998 году он передал свои хоккейные коньки и форму в Зал хоккейной славы. На правах члена команды «Элмвуд Миллионерз» 1931 года он был включён в Хоккейный зал славы Манитобы.